# پندتید
پندتید (به انگلیسی: Pendetide) با فرمول شیمیایی C31H47N7O14 یک ترکیب شیمیایی است. که جرم مولی آن ۷۴۱٫۳۱۸ گرم بر مول می‌باشد. 